# Хил Сити (Минесота)
Хил Сити (енгл. Hill City) град је у америчкој савезној држави Минесота.

## Демографија
По попису из 2010. године број становника је 633, што је 154 (32,2%) становника више него 2000. године.
| Група             | 2000.       | 2010.       |
| Белци             | 459 (95,8%) | 587 (92,7%) |
| Афроамериканци    | 0 (0,0%)    | 1 (0,2%)    |
| Азијати           | 0 (0,0%)    | 0 (0,0%)    |
| Хиспаноамериканци | 8 (1,7%)    | 14 (2,2%)   |
| Укупно            | 479         | 633         |